# Ansca Mobile
Ansca Mobileはモバイルアプリケーション制作のためのCorona SDKを開発しているモバイルソフトウェア会社である。Ansca Mobileはパロアルト（カリフォルニア州）を拠点として活動している。

## 概要
共同創設者のCarlos Icaza氏とWalter Luh氏は、アドビシステムズを2007年に辞めた後、Ansca Mobileを設立した。Adobeで、彼らは、共にモバイルエンジニアとしてFlash Liteに取り組んでいた。Icaza氏は、シニアモバイルエンジニアリングマネージャでFlash Liteのチームを率いていて、Luh氏は主任設計者だった。
2009年後半には、Googleとマイクロソフトの元経営陣によって設立されたベンチャーキャピタルであるMerus Capitalから、100万ドルの資金提供を受けた。
2009年12月、AnscaはiPhone用Corona SDKをリリースした。 2010年4月、Corona 2.0 beta の立ち上げに伴い、Android OSのサポートを加えた。 Corona 2.0では、クロスプラットフォーム環境として、iPhone、Android、iPad、iPod touchがサポートされている。